# Lijst van afleveringen van Babylon 5
Dit is een lijst met afleveringen van de Amerikaanse televisieserie Babylon 5. De serie telt 5 seizoenen. Een overzicht van alle afleveringen is hieronder te vinden.

## Seizoen 1
| Nr. | Titel aflevering                  | Uitzenddatum VS  |
| --- | --------------------------------- | ---------------- |
| 1   | Midnight on the Firing Line       | 26 januari 1994  |
| 2   | Soul Hunter                       | 2 februari 1994  |
| 3   | Born to the Purple                | 9 februari 1994  |
| 4   | Infection                         | 16 februari 1994 |
| 5   | The Parliament of Dreams          | 23 februari 1994 |
| 6   | Mind War                          | 2 maart 1994     |
| 7   | The War Prayer                    | 9 maart 1994     |
| 8   | And the Sky Full of Stars         | 16 maart 1994    |
| 9   | Deathwalker                       | 20 april 1994    |
| 10  | Believers                         | 27 april 1994    |
| 11  | Survivors                         | 4 mei 1994       |
| 12  | By Any Means Necessary            | 11 mei 1994      |
| 13  | Signs and Portents                | 18 mei 1994      |
| 14  | TKO                               | 25 mei 1994      |
| 15  | Grail                             | 6 juli 1994      |
| 16  | Eyes                              | 13 juli 1994     |
| 17  | Legacies                          | 20 juli 1994     |
| 18  | A Voice in the Wilderness: Part 1 | 27 juli 1994     |
| 19  | A Voice in the Wilderness: Part 2 | 3 augustus 1994  |
| 20  | Babylon Squared                   | 10 augustus 1994 |
| 21  | The Quality of Mercy              | 17 augustus 1994 |
| 22  | Chrysalis                         | 26 oktober 1994  |

## Seizoen 2
| Nr. | Titel aflevering             | Uitzenddatum VS  |
| --- | ---------------------------- | ---------------- |
| 1   | Points of Departure          | 2 november 1994  |
| 2   | Revelations                  | 9 november 1994  |
| 3   | The Geometry of Shadows      | 16 november 1994 |
| 4   | A Distant Star               | 23 november 1994 |
| 5   | The Long Dark                | 30 november 1994 |
| 6   | A Spider in the Web          | 7 december 1994  |
| 7   | Soul Mates                   | 14 december 1994 |
| 8   | A Race Through Dark Places   | 25 januari 1995  |
| 9   | The Coming of Shadows        | 1 februari 1995  |
| 10  | GROPOS                       | 8 februari 1995  |
| 11  | All Alone in the Night       | 15 februari 1995 |
| 12  | Acts of Sacrifice            | 22 februari 1995 |
| 13  | Hunter, Prey                 | 1 maart 1995     |
| 14  | There All the Honor Lies     | 26 april 1995    |
| 15  | And Now for a Word           | 3 mei 1995       |
| 16  | In the Shadow of Z'ha'dum    | 10 mei 1995      |
| 17  | Knives                       | 17 mei 1995      |
| 18  | Confessions and Lamentations | 24 mei 1995      |
| 19  | Divided Loyalties            | 11 oktober 1995  |
| 20  | The Long, Twilight Struggle  | 18 oktober 1995  |
| 21  | Comes the Inquisitor         | 25 oktober 1995  |
| 22  | The Fall of Night            | 1 november 1995  |

## Seizoen 3
| Nr. | Titel aflevering                        | Uitzenddatum      |  |
| --- | --------------------------------------- | ----------------- |  |
| 1   | Matters of Honor                        | 6 november 1995   |  |
| 2   | Convictions                             | 13 november 1995  |  |
| 3   | A Day in the Strife                     | 20 november 1995  |  |
| 4   | Passing Through Gethsemane              | 27 november 1995  |  |
| 5   | Voices of Authority                     | 29 januari 1996   |  |
| 6   | Dust to Dust                            | 5 februari 1996   |  |
| 7   | Exogenesis                              | 12 februari 1996  |  |
| 8   | Messages from Earth                     | 19 februari 1996  |  |
| 9   | Point of No Return                      | 26 februari 1996  |  |
| 10  | Severed Dreams                          | 1 april 1996      |  |
| 11  | Ceremonies of Light and Dark            | 8 april 1996      |  |
| 12  | Sic Transit Vir                         | 15 april 1996     |  |
| 13  | A Late Delivery from Avalon             | 22 april 1996     |  |
| 14  | Ship of Tears                           | 29 april 1996     |  |
| 15  | Interludes and Examinations             | 6 mei 1996        |  |
| 16  | War Without End: Part 1                 | 13 mei 1996       |  |
| 17  | War Without End: Part 2                 | 20 mei 1996       |  |
| 18  | Walkabout                               | 30 september 1996 |  |
| 19  | Grey 17 Is Missing                      | 7 oktober 1996    |  |
| 20  | And the Rock Cried Out, No Hiding Place | 14 oktober 1996   |  |
| 21  | Shadow Dancing                          | 21 oktober 1996   |  |
| 22  | Z'ha'dum                                | 28 oktober 1996   |  |

## Seizoen 4
| Nr. | Titel aflevering                    | Uitzenddatum VS  |
| --- | ----------------------------------- | ---------------- |
| 1   | The Hour of the Wolf                | 4 november 1996  |
| 2   | Whatever Happened to Mr. Garibaldi? | 11 november 1996 |
| 3   | The Summoning                       | 18 november 1996 |
| 4   | Falling Toward Apotheosis           | 25 november 1996 |
| 5   | The Long Night                      | 27 januari 1997  |
| 6   | Into the Fire                       | 3 februari 1997  |
| 7   | Epiphanies                          | 10 februari 1997 |
| 8   | The Illusion of Truth               | 17 februari 1997 |
| 9   | Atonement                           | 24 februari 1997 |
| 10  | Racing Mars                         | 21 april 1997    |
| 11  | Lines of Communication              | 28 april 1997    |
| 12  | Conflicts of Interest               | 5 mei 1997       |
| 13  | Rumors, Bargains and Lies           | 12 mei 1997      |
| 14  | Moments of Transition               | 19 mei 1997      |
| 15  | No Surrender, No Retreat            | 26 mei 1997      |
| 16  | The Exercise of Vital Powers        | 2 juni 1997      |
| 17  | The Face of the Enemy               | 9 juni 1997      |
| 18  | Intersections in Real Time          | 16 juni 1997     |
| 19  | Between the Darkness and the Light  | 6 oktober 1997   |
| 20  | Endgame                             | 13 oktober 1997  |
| 21  | Rising Star                         | 20 oktober 1997  |
| 22  | The Deconstruction of Falling Stars | 27 oktober 1997  |

## Seizoen 5
| Nr. | Titel aflevering                         | Uitzenddatum VS  |
| --- | ---------------------------------------- | ---------------- |
| 1   | No Compromises                           | 21 januari 1998  |
| 2   | The Very Long Night of Londo Mollari     | 28 januari 1998  |
| 3   | The Paragon of Animals                   | 4 februari 1998  |
| 4   | A View from the Gallery                  | 11 februari 1998 |
| 5   | Learning Curve                           | 18 februari 1998 |
| 6   | Strange Relations                        | 25 februari 1998 |
| 7   | Secrets of the Soul                      | 4 maart 1998     |
| 8   | Day of the Dead                          | 11 maart 1998    |
| 9   | In the Kingdom of the Blind              | 18 maart 1998    |
| 10  | A Tragedy of Telepaths                   | 25 maart 1998    |
| 11  | Phoenix Rising                           | 1 april 1998     |
| 12  | The Ragged Edge                          | 8 april 1998     |
| 13  | The Corps Is Mother, the Corps Is Father | 15 april 1998    |
| 14  | Meditations on the Abyss                 | 27 mei 1998      |
| 15  | Darkness Ascending                       | 3 juni 1998      |
| 16  | And All My Dreams, Torn Asunder          | 10 juni 1998     |
| 17  | Movements of Fire and Shadow             | 17 juni 1998     |
| 18  | The Fall of Centauri Prime               | 28 oktober 1998  |
| 19  | The Wheel of Fire                        | 4 november 1998  |
| 20  | Objects in Motion                        | 11 november 1998 |
| 21  | Objects at Rest                          | 18 november 1998 |
| 22  | Sleeping in Light                        | 25 november 1998 |